# Pavel Sergeev
Pavel Valer'evič Sergeev (in russo Павел Валерьевич Сергеев?; Leningrado, 28 luglio 1987) è un cestista russo.

## Palmarès
- Coppa di Russia: 1

UNICS Kazan: 2013-14